# (8005) Albinadubois
(8005) Albinadubois (1988 MJ) – planetoida z pasa głównego asteroid okrążająca Słońce w ciągu 4,08 lat w średniej odległości 2,55 au. Odkryta 16 czerwca 1988 roku.